# 별장

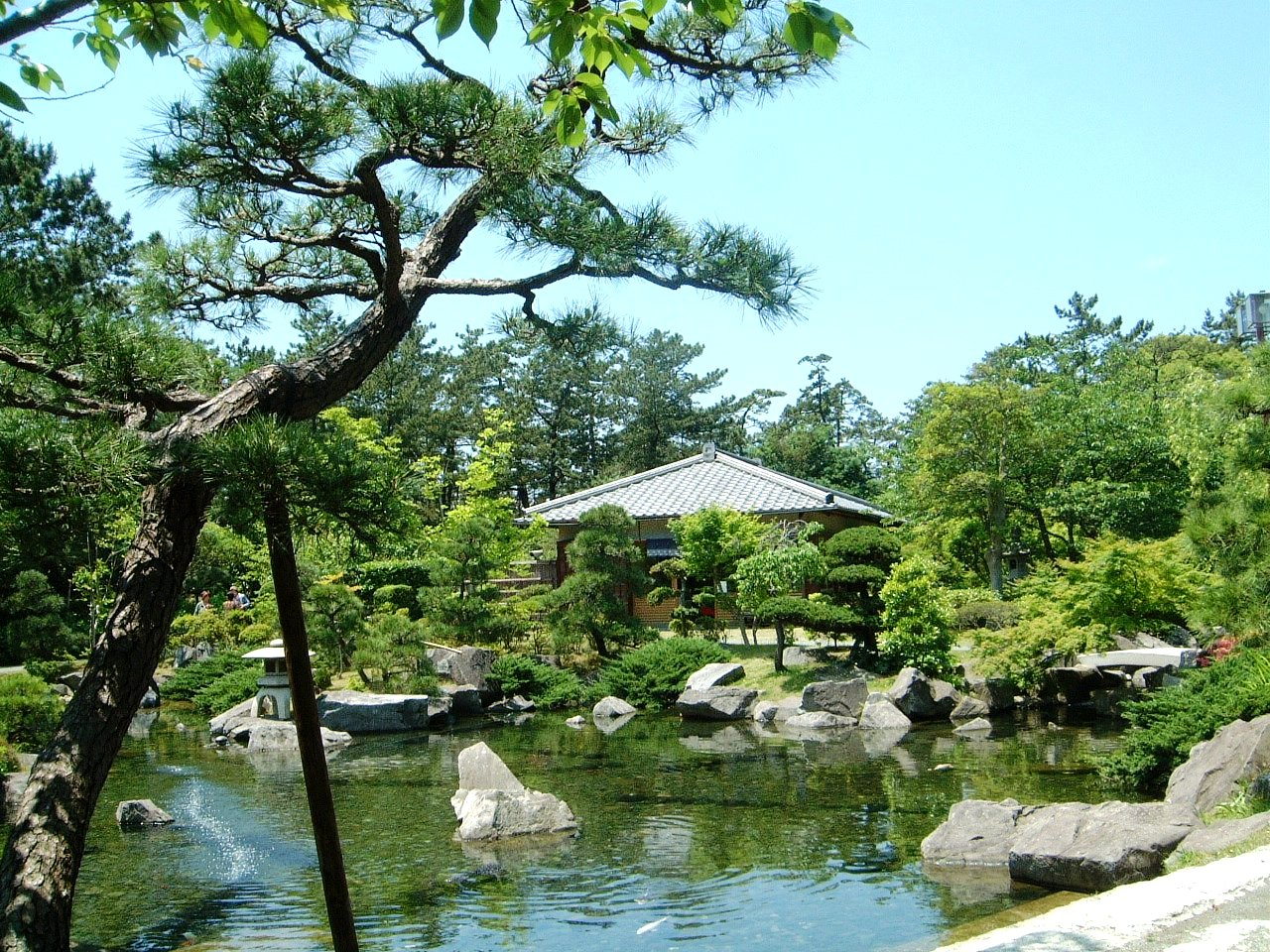
일본 천황가의 별장인 하야마정 소재의 고요테이

별장(別莊)은 평소 생활하고 있는 집과는 별도로 비교적 단기적인 피서, 휴양, 여행 등의 목적으로 기후나 풍경이 좋은 토지, 온천지 등에 만들어진 단독 주택이다. 본질은 일상 생활을 보내는 주거가 아니라 여가를 위한 휴양 시설이다.

## 나라별 별장

### 일본
일본에서는 옛날에는 별업이라고도 불리며, 천황이나 귀족의 저택을 도시 교외의 경치가 좋은 땅에 별업을 두는 예가 있었다.

## 같이 보기
- 아파트
- 오두막집
- 다차
- 귀틀집
- 민박